# IETM
IETM(Interactive Electronic Technical Manual) 또는 전자식 기술교범은 기술 자료들을 컴퓨터 파일 체계로 구축하고, 필요시 대화방식으로 정보를 신속 정확하게 찾을 수 있도록 지원할 수 있는 체계이다.